# Eduard Kreuzhage
Eduard Kreuzhage (* 13. Februar 1838 in Göttingen; † 13. September 1898 auf der Rückreise aus Liebenwerda) war ein deutscher Komponist, Dramatiker und Lyriker.

## Leben
Nach dem Besuch von Gymnasien in Göttingen und Hildesheim studierte er von 1858 bis 1861 in Göttingen Geschichte und Philosophie. Zusammen mit seinem Bruder Karl, Heinrich Adolph, Viktor Zachariae und vier weiteren Freunden gründete er 1860 in Göttingen den Studenten-Gesangverein der Georgia-Augusta. Kreuzhage promovierte später in Philosophie.
Nach seinem Studium machte er zusammen mit Heinrich Thureau (der bei der Gründung des Studenten-Gesangvereins sein erster Dirigent geworden war und später Stadt- und Hoforganist sowie Dirigent in Eisenach wurde) eine Ausbildung am Musikkonservatorium in Leipzig. 1864 wurde er Direktor des Musikvereins in Osnabrück. Er siedelte später nach Witten im Ruhrgebiet über, wo er 1869 Dirigent des dortigen Musik- und Männergesangvereins wurde.
Eduard Kreuzhage verstarb im September 1898 auf der Rückreise aus dem heute südbrandenburgischen Liebenwerda. Sein schriftlicher Nachlass befindet sich unter anderem in den Universitätsbibliotheken in Göttingen und Münster, in der Landesbibliothek Detmold und im Westfälischen Literaturarchiv in Hagen.

## Werk (Auswahl)

### Schriften
- Gedichte, 1861
- Die Tochter Jephtas, 1861
- Über Programm-Musik, 1868

### Kompositionen
- Lieder und Gesänge für eine hohe Stimme mit Pianoforte
- Drei zweistimmige Gesänge für Sopran und Tenor mit Begleitung des Pianoforte
- Vier Quartette für vier Männerstimmen
- Zwölf vierhändige Klavierstücke in Walzerform